# Piotr Trzaskalski
Piotr Trzaskalski (n. 5 februarie 1964,  Łódź, Polonia) este un regizor de film și scenarist polonez; a studiat la Școala Națională de Film din Łódź. Este cunoscut pentru filmul său Edi (2002), care a câștigat numeroase premii la festivaluri, inclusiv la Festivalul Internațional de Film de la Berlin. Din 2004 este membru al Academiei Europene de Film.

### Filmografie
- Discopatia (1989)
- Jasność (1989)
- Tedant (1989)
- W pokojach (1990)
- Wlazł kotek (1991)
- Pamiętnik z okresu dojrzewania (1991)
- Kotek (1995)
- Dalej niż na wakacje (2000)
- Markus (2000)
- Edi (2002)
- Von den Sockeln (2004)
- Solidarność, Solidarność (2005)
- Mistrz (2005)
- Mój rower (2012)